# Abakour Amellal
Abakour Amellal es un cultivar de higuera de tipo higo común Ficus carica autofértil, bífera es decir con dos cosechas por temporada las brevas de primavera-verano, y los higos de verano-otoño, de higos con epidermis con color de fondo verde claro y sobre color ausente. Se localiza en la Cabilia en Argelia. Un higo blanco, el nombre significa blanco temprano.

## Sinonimia
- „Abakor“
- „Thabakor Amellal“ [5][6]

## Historia
Según la monografía de Condit: «Como Abakor: (syn. Abakour Amellal). Según Hanoteau y Letourneux (1872), los habitantes de Cabilia conservan el nombre árabe bakour, "temprano", para esta variedad, debido a su abundante cosecha de brevas. Listado por Eisen (1901) como 'Abakour Amellal', probablemente de P.I. Nº 6.469; descrito e ilustrado por Mann (1939b); ver también Montagnac (1952).»

## Características
La higuera 'Abakour Amellal' es un árbol de tamaño mediano, con un porte semierecto, muy vigoroso, muy fértil en la cosecha de brevas, e higos, hojas  mayoritariamente de 5 lóbulos. Es una variedad bífera de tipo higo común, de producción muy abundante de brevas y abundante de higos, siendo los primeros más grandes y los siguientes más pequeños.
Los higos son de tipo medio de unos 30 gramos, de forma globular, con cuello corto; pedúnculo corto y grueso; su epidermis con color de fondo verde claro y sobre color ausente. La carne (mesocarpio) de tamaño grueso siendo mayor en la zona del cuello de color blanco; costillas presentes; ostiolo abierto escamas verdosas; pulpa de color rosa; calidad mediocre. Las brevas se consumen en fresco; higos de segunda cosecha generalmente secos.

## El cultivo de la higuera
Los higos 'Abakour Amellal' son aptos para la siembra con protección en USDA Hardiness Zones 7 a más cálida, su USDA Hardiness Zones óptima es de la 8 a la 10. Producirá mucha fruta durante la temporada de crecimiento. El fruto de este cultivar es de tamaño mediano y rico en aromas.
Se cultiva en California, Estados Unidos puede consumirse las brevas en fresco, y los higos en seco.